# 可照時間
可照時間（かしょうじかん, possible sunshine duration）とは、地球上において、雲や山などの影響を無視して、太陽からの日照が当たりうる時間のこと。厳密には、地表のある地点において、太陽の中心が地平線・水平線に達して空に昇った時点から、再び太陽の中心が地平線・水平線に達して没したときまでの時間を指す。また場合によっては、地形の影響を考慮した最大日照時間を可照時間と呼ぶことがある。
昼の時間、つまり日の出から日の入りまでの時間とはほぼ同じであるが、可照時間はそれよりも、太陽が天頂を通過する場合で最短の約4分短く、太陽高度が低くなればなるほど差が大きくなる。
可照時間はほぼ例外なしに、日照時間よりも長い。これは多くの場所で地形の影響が少なからずあり、また、日照時間は定義上ある程度の直達日射量を超えないとカウントされないためである。可照時間に占める日照時間の割合を日照率（にっしょうりつ, relative sunshine duration）といい、その地域の晴天や曇天の割合を示す指標として用いられる。
可照時間は天候や地形に左右されず、緯度と季節に依存するところが大きいため、軌道要素などから計算で求めることが可能である。微小な誤差要因として、大気差や地球軌道のずれなどがあるが、最大数十分程度である。